# كارك دليدان
كارك دليدان والمعروفة أيضًا باسم إيرانشهر-شابور وإيران آسان كافاد هو موقع أثري كان أحد المدن الساسانية الكبرى الأربع في مستوطنة خوزستان الساسانية [الإنجليزية] السابقة، في مقاطعة خوزستان الحديثة، بإيران.
وقد أعيد تأسيسها على يد ملك الملوك (شاهنشاه) شابور الثاني ( حكم. 309–379 ) في عام 338 م ،  الذي أنشأ قصرًا شتويًا هناك.  تم تحديد كركا د-ليدان بالموقع الحديث لإيفان-إي كيرخا. 